# 사물탕
사물탕(四物湯)은 한의학 및 중의학의 전통 처방으로, 송나라의 《화제국방》에서 첫 기록을 보인다. 한의학에서는 《동의보감》, 《방약합편》 등 대부분의 의학서적에서 인용되고 있다. 당귀, 천궁, 백작약, 숙지황 각 5g으로 구성되어 있다. 
《동의보감》에 따르면 모든 혈허(血虛)에 사용하며, 월경 관련 증상에 다용되지만 헤모글로빈 부족과 같은 증상이 있는 남성과 여성 모두에게 사용할 수 있다. 구체적으로는 빈혈, 월경 곤란, 복통, 자궁의 출혈 등에 응용할 수 있다. 2007년 타이완의 국립위생연구원 연구팀이 발표하고 《PLoS ONE》 저널에 실린 논문에 따르면 사물탕은 월경통을 완화시키는 효과가 있음이 확인되었다.

### 가미사물탕
- 도홍사물탕(桃紅四物湯) : 사물탕에 도인과 홍화를 더하여 어혈을 치료한다.
- 성유탕(聖愈湯) : 사물탕에 인삼과 황기를 더하여 기허를 치료하며, 본 처방은 《의종금감》에서 출전하였다.